# Дебеляново
Дебеля́ново (болг. Дебеляново) — село в Смолянській області Болгарії. Входить до складу общини Баніте.

## Населення
За даними перепису населення 2011 року у селі проживали 19 осіб.
Розподіл населення за віком у 2011 році:
Динаміка населення: